# Хендерсон (Небраска)
Хендерсон (енгл. Henderson) град је у америчкој савезној држави Небраска.

## Демографија
По попису из 2010. године број становника је 991, што је 5 (0,5%) становника више него 2000. године.
| Група             | 2000.       | 2010.       |
| Белци             | 981 (99,5%) | 961 (97,0%) |
| Афроамериканци    | 0 (0,0%)    | 3 (0,3%)    |
| Азијати           | 3 (0,3%)    | 1 (0,1%)    |
| Хиспаноамериканци | 0 (0,0%)    | 20 (2,0%)   |
| Укупно            | 986         | 991         |